# Список правителей Бранденбурга

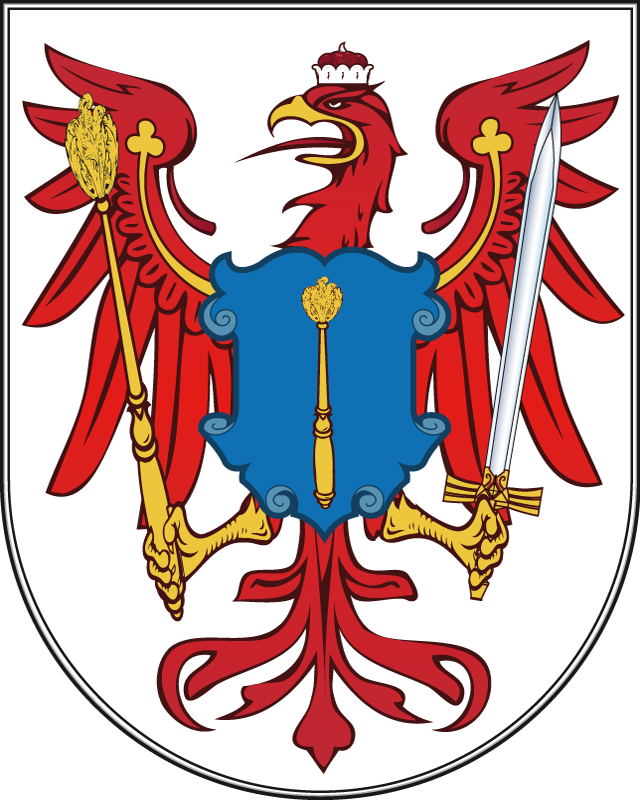
Герб маркграфов Бранденбурга

Маркграф Северной марки Альбрехт Медведь в кровавых боях захватил (11 июля 1157)  славянскую крепость Бранибор, и таким образом основал новое государство на славянских землях. Впервые он назвал себя маркграфом Бранденбурга (Adelbertus Die gratia marchio in Brandenborch) в свидетельстве от 3 октября 1157. Поэтому 1157 год считается фактическим годом основания марки Бранденбург.

## Бранденбургская марка
Аскании
- 1157-1170: Альбрехт I Медведь (ок. 1100—1170) — граф Балленштедта и Ашерслебена 1123—1170), маркграф Лужицкой марки 1124—1131, маркграф Северной марки 1134—1157, граф Орламюнде ок. 1134—1170, 1-й маркграф Бранденбурга 1157—1170, герцог Саксонии 1138—1141
- 1170-1184: Оттон I (ок. 1128—1184), маркграф Бранденбурга с 1170, сын предыдущего
- 1184-1205: Оттон II (после 1147—1205), маркграф Бранденбурга с 1184, сын предыдущего
- 1205-1220: Альбрехт II (ок. 1150—1220), граф Арнебурга с 1184, маркграф Бранденбурга с 1205, брат предыдущего
- 1220-1266: Иоганн I (ок. 1213—1266), маркграф Бранденбурга с 1220 (совместно с братом Оттоном III), сын предыдущего
- 1220-1267: Оттон III Благочестивый (1215—1266), маркграф Бранденбурга с 1220 (до 1266 совместно с братом Иоанном I), брат предыдущего

В 1267 году марка разделилась на 2 части, управляемые представителями двух линий Бранденбургской ветви Асканиев.

### Маркграфы в Штендале
Аскании, Иоанновская линия Бранденбургской ветви.
Правили в части Бранденбургской марки со столицей в Штендале.
- 1267—1281: Иоганн II (1237—1281), маркграф Штендаля с 1267, сын Иоанна I
- 1267—1308: Оттон IV Со Стрелой (ок. 1238—1308), маркграф Штендаля с 1267, брат предыдущего
- 1267—1304: Конрад I (ок. 1240—1304), маркграф Штендаля с 1267, брат предыдущего
- 1286—1305: Иоганн IV, маркграф Штендаля с 1286
- 1305—1319: Вальдемар Великий (ок. 1280—1319), маркграф Штендаля с 1308, маркграф Зальцведеля с 1317

### Маркграфы вЛандсберге
Аскании, Иоанновская линия Бранденбургской ветви.
- 1293—1318: Генрих I Безземельный (1256—1304), маркграф Ландсберга с 1293, сын Иоанна I
- 1318—1320: Генрих II Дитя (ум. 1320), маркграф Ландсберга с 1318, маркграф Бранденбурга с 1319, сын предыдущего

### Маркграфы в Зальцведеле
Аскании, Оттоновская линия Бранденбургской ветви.
Правили в части Бранденбургской марки со столицей в Зальцведеле.
- 1267—1268: Иоганн III (1244—1268), маркграф в Зальцведеле с 1267, сын Оттона III
- 1267—1298: Оттон V Длинный (ум. 1299), маркграф в Зальцведеле с 1267, брат предыдущего
- 1268/1269—1300: Альбрехт III (ум. 1300), маркграф в Зальцведеле с 1268/1269, брат предыдущего
- 1280—1303: Оттон VI (ум. 1303), маркграф в Зальцведеле с 1280, брат предыдущего
- 1295—1308: Герман I (ум. 1308), маркграф в Зальцведеле с 1295, сын Оттона V
- 1308—1317: Иоганн V (1302—1317), маркграф в Зальцведеле с 1308 (самостоятельно с 1314), сын предыдущего

Владения унаследовал маркграф Вальдемар из Иоанновской линии.

## Бранденбургская марка
Аскании

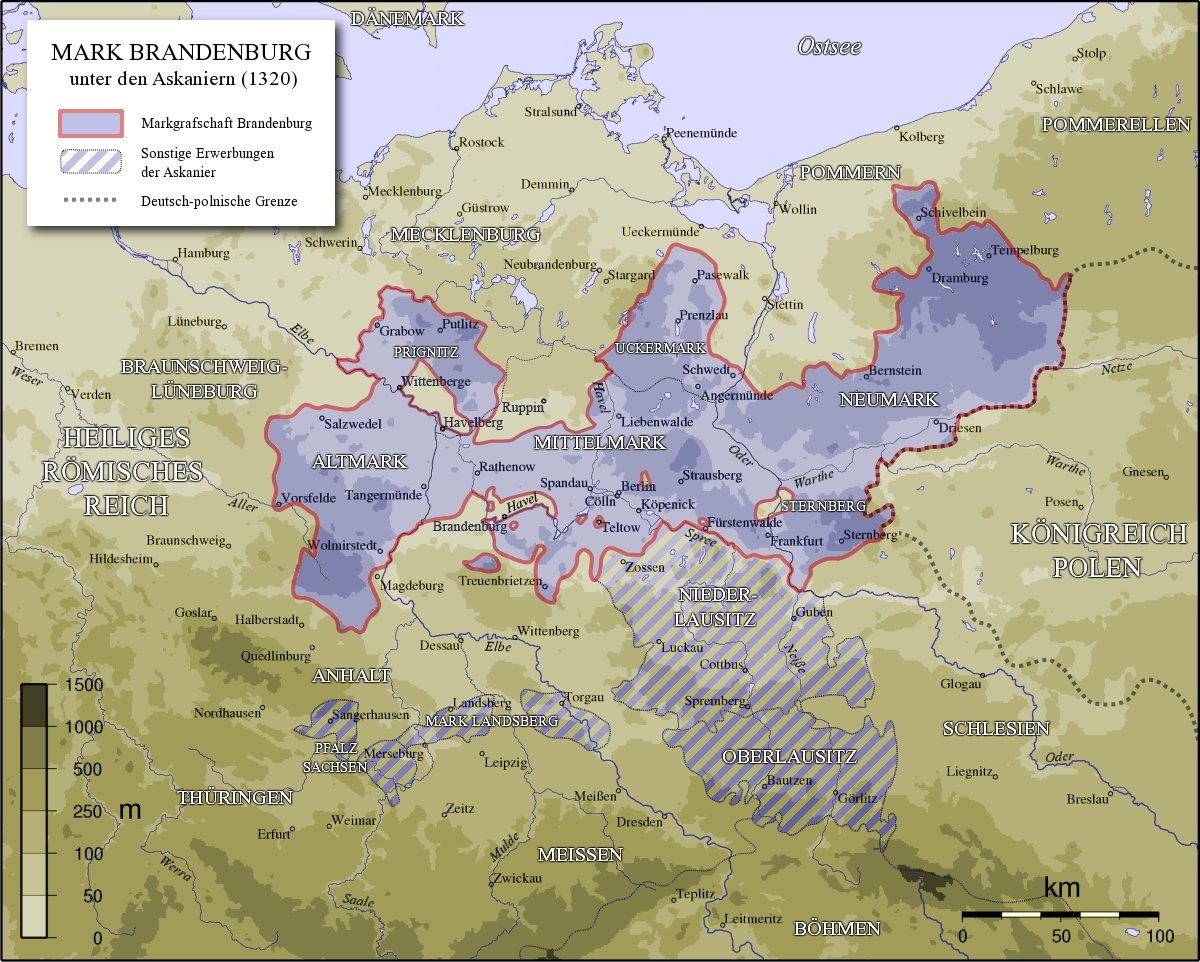
Бранденбургская марка в 1320 году

В 1319 году все владения в Бранденбурге унаследовал Генрих I, маркграф Ландсберга.
- 1318—1320: Генрих II Дитя (ум. 1320), маркграф Ландсберга с 1318, маркграф Бранденбурга с 1319, сын Генриха I

Виттельсбахи
После угасания династии Асканиев в Бранденбурге марка перешла под управление императора Священной Римской империи. В 1323 году император Людвиг IV Баварский передал её своему сыну Людвигу.
- 1323—1351: Людвиг I (1315—1361), маркграф Бранденбурга 1323—1351, герцог Баварии (Людвиг V) с 1347, граф Тироля с 1342, сын императора Людвига IV Баварского
- 1351—1356: Людвиг II (1328—1365), герцог Баварии (Людвиг VI) с 1347, маркграф Бранденбурга с 1351, курфюрст Бранденбурга с 1356

## Курфюршество Бранденбург
Виттельсбахи
По Золотой булле, изданной императором Карлом IV в 1356 году, маркграфы Бранденбурга получили титул курфюрста.
- 1356—1365: Людвиг II (1328—1365), герцог Баварии (Людвиг VI) с 1347, маркграф Бранденбурга с 1351, курфюрст Бранденбурга с 1356
- 1365—1373: Оттон VII Ленивый (1346—1379), герцог Баварии (Оттон V) с 1347, курфюрст Бранденбурга 1365—1373

В 1373 году по договору в Фюрстенвальде Оттон VII продал Бранденбург императору Карлу IV, который назначил курфюрстом своего сына Венцеля.
Люксембурги
- 1373—1378: Венцель (1361—1419), сын императора Карла IV, курфюрст Бранденбурга 1373—1378, герцог Люксембурга (Венцель II) с 1383, король Чехии (Вацлав IV) с 1363, римский король 1376—1400
- 1378—1388: Сигизмунд (1368—1437), брат предыдущего, курфюрст Бранденбурга 1378—1388, 1411—1415, герцог Люксембурга с 1419, король Германии с 1410, император Священной Римской империи с 1433, король Чехии 1419—1421, 1436—1437, король Венгрии с 1386
- 1388—1411: Йост (1351—1411), племянник императора Карла IV, маркграф Моравии с 1375, курфюрст Бранденбурга с 1388, антикороль Германии с 1410, герцог Люксембурга с 1388
- 1411—1415: Сигизмунд (1368—1437) (вторично)

Гогенцоллерны
30 апреля 1415 года на Констанцском соборе император Сигизмунд, владевший Бранденбургом, в награду за услуги оказанные ему бургграфом Нюрнберга Фридрихом VI Гогенцоллерном, даровал последнему титулы маркграфа и курфюрста Бранденбурга, с оговоркой, что может взять у него маркграфство, уплатив 400000 гульденов.
- 1415—1440: Фридрих I (1371—1440), бургграф Нюрнберга (Фридрих VI) с 1397, маркграф и курфюрст Бранденбурга с 1415
- 1440—1470: Фридрих II Железный Зуб (1413—1471), курфюрст Бранденбурга 1440—1470, сын предыдущего
- 1470—1486: Альбрехт III Ахилл (1414—1486), маркграф Бранденбург-Ансбаха с 1440, маркграф Бранденбург-Кульмбаха с 1464, курфюрст Бранденбурга с 1470, брат предыдущего
- 1486—1499: Иоанн I Цицерон (1455—1499), курфюрст Бранденбурга с 1486, сын предыдущего
- 1499—1535: Иоахим I Нестор (1484—1535), курфюрст Бранденбурга с 1499, сын предыдущего
- 1535—1571: Иоахим II Гектор (1505—1571), курфюрст Бранденбурга с 1535, сын предыдущего
- 1571—1598: Иоанн Георг Эконом (1525—1598), курфюрст Бранденбурга с 1571, сын предыдущего
- 1598—1608: Иоахим III Фридрих (1546—1608), курфюрст Бранденбурга с 1598, сын предыдущего
- 1608—1619: Иоанн III Сигизмунд (1571—1619), курфюрст Бранденбурга с 1608, администратор Пруссии с 1611, герцог Пруссии с 1618, сын предыдущего
- 1619—1640: Георг Вильгельм (1595—1640), курфюрст Бранденбурга и герцог Пруссии с 1619, сын предыдущего
- 1640—1688: Фридрих Вильгельм I Великий Курфюрст (1620—1688), курфюрст Бранденбурга и герцог Пруссии с 1640, сын предыдущего
- 1688—1713: Фридрих III (1657—1713), курфюрст Бранденбурга и герцог Пруссии с 1688, 1-й король Пруссии (Фридрих I) с 1701, сын предыдущего

В 1701 году Фридрих III принял титул «король Пруссии», основав королевство Пруссия, в состав которого вошла и Бранденбургская марка.